# 多治見市立根本小学校
多治見市立根本小学校（たじみしりつねもとしょうがっこう）は、岐阜県多治見市高根町にある公立小学校。

## 通学区域
- 通学区域は、高根町1-4丁目 松坂町1-5丁目、北丘町1-8丁目、昭栄町の一部、西山町1-4丁目、根本町1-12丁目、明和町1丁目の一部、明和町2丁目の一部、明和町3丁目の一部、旭ケ丘1-6丁目、旭ケ丘7丁目の一部、旭ケ丘8丁目の一部、旭ケ丘9丁目であり、公立中学校の進学先は多治見市立小泉中学校及び多治見市立北陵中学校、多治見市立南姫中学校である[1]。

## 沿革
- 1975年（昭和50年）
  - 4月 - 開校（小泉小学校に併設）
  - 8月 - 現在地に校舎が完成し、移転。
- 200?年 - 車椅子用トイレ設置。
- 2004年 - 開校30周年を記念し、航空写真や全校児童集合写真撮影実施。

## 概要
- 児童数 - 毎年700名前後（2005年度は728名）

### 学級数
2007年度
1年生　4クラス
2年生　4クラス
3年生　4クラス
4年生　3クラス
5年生　3クラス
6年生　4クラス
2006年度
- 1年生 - 4クラス
- 2年生 - 4クラス
- 3年生 - 3クラス
- 4年生 - 4クラス
- 5年生 - 3クラス
- 6年生 - 3クラス
- 特殊学級 - 1クラス（厳密に言えば2クラス）

2005年度
- 1,3,6年 - 4クラス
- 2,4,5年 - 3クラス

### 学校施設
ワークスペースは中舎のみで、廊下とベランダを同じ扱いにしている。

## 行事
- 入学式（原則4月7日）
- 遠足（4月下旬、5月上旬）
- プール開き（6月第1月曜日）
- 夏休みプール開放（7月下旬～8月中旬）
- 運動会（2005,2006年度は9月23日実施）
- 6年生を送る会（基本的に3月上旬の水曜日）
- 卒業式（3月第4木曜日）

### 宿泊行事
6年生は、5、6月に京都府・奈良県へ修学旅行がある。

## 学校周辺
- JR太多線根本駅
- 高根山
- 岐阜県道83号多治見白川線